# Rossøya
Rossøya, a veces conocida como la isla de Ross en inglés (Ross Island), es un pequeño islote del océano Ártico que forma parte de las Sjuøyane, un grupo de islas en el archipiélago de las Svalbard, a unos 20 km al norte de la costa de Nordaustlandet, en el Ártico de Noruega. Rossøya se encuentra a 100 m al norte-noroeste de la isla algo más grande de Vesle Tavleøya. El punto más septentrional de Rossøya, a 80° 49′ 44.41″ N, es el punto más septentrional de las Svalbard y, por lo tanto, también del Reino de Noruega.  La distancia al polo norte es de 1024,3 km (553 millas náuticas), de 1084 km a Nordkapp en el continente noruego y de 2580 km a Pysen, en el extremo sur de la parte continental de Noruega.
Algunas fuentes describen a Rossøya como el punto más septentrional de Europa, pero esto requiere que la tierra de Francisco José se considere parte de Asia, ya que el cabo Fligely en la isla Rodolfo, Rusia, se encuentra a 81° 48′ 24″ N, que está 109 km más cerca del polo norte.
La isla lleva el nombre de James Clark Ross (1800-1862), un explorador británico que formó parte de la expedición de 1827 de William Edward Parry con el HMS Hecla para llegar al polo norte. Después de pasar por Sjuøyane y Rossøya, la expedición se vio obligada a rendirse, luego de quedar atrapada en el hielo. Sin embargo, la expedición estableció un nuevo récord como la expedición que había llegado más al norte en ese momento. La isla pudo haber sido avistada desde 1618, junto con el resto de Sjuøyane, por un ballenero de Enkhuizen. Sin embargo, la isla fue dibujada ya en un mapa en 1663 por Hendrick Doncker.  Posteriormente, cartógrafos como Pieter Goos, Cornelis Giles y Outger Rep. La isla fue incluida en la Reserva Natural Nordaust-Svalbard desde el 1 de enero de 1973.
La accesibilidad en barco puede ser difícil debido a las condiciones de hielo, aunque la isla está más afectada por la corriente del Golfo que otras partes situadas más al sureste de las Svalbard. La isla es ligeramente verdosa, debido a la planta Cochleraria groenlandica, que prospera debido a la fertilización natural de los excrementos de las aves. El ave más común es el mérgulo atlántico, aunque otras especies comunes son el frailecillo atlántico y el arao de Brünnich. Las aves llegan de abril a mayo y se quedan durante el verano. El único mamífero es el oso polar, que se encuentra más comúnmente durante el invierno, cuando puede usar el hielo para cruzar a la isla.